# Józef Merta
Józef Merta (ur. 1908, zm. 1974) – polski filolog (polonista), działacz turystyki górskiej.

## Życiorys
Do gimnazjum uczęszczał razem w Władysławem Midowiczem i dzielił z nim pasję do poznawania polskich gór, zwłaszcza Beskidów. Jako student Uniwersytetu Jagiellońskiego brał aktywny udział w wojnie na pędzle z niemieckim towarzystwem Beskidenverein. W czasie wakacji 1927 razem z ojcem Stanisławem przeznakowali prawie wszystkie dotychczasowe szlaki niemieckie w obrębie Babiej Góry i Pilska. Od 1927 do 1931 był delegatem Polskiego Towarzystwa Tatrzańskiego (Oddziału Babiogórskiego) do robót w górach (głównie znakarstwa). Wyznakował m.in. odcinek Głównego Szlaku Beskidzkiego z przełęczy Krowiarki do Osielca oraz przerzucił go przez dolinę Jałowca i Markowe Szczawiny na przełęcz Bronę. Wyznakował też Perć Przyrodników ze Szkolnikowego Rozstaja na Sokolicę. 

## Życie rodzinne
W 1968 ożenił się z Janiną Siurdą, z którą miał dwójkę dzieci: Jacka i Annę.